# Fontarón
Fontarón is een plaats in de Spaanse gemeente Becerreá. Fontarón heeft de status van landelijke parochie en heeft 47 inwoners.